# Чонси Билапс
Чонси Реј Билапс (енгл. Chauncey Ray Billups; Денвер, 25. септембар 1976) бивши је амерички кошаркаш, а садашњи кошаркашки тренер. Играо је на позицији плејмејкера. Тренутно је главни тренер Портланд трејлблејзерса.
У НБА лиги играо је 17 година, а последњи клуб били су му Детроит пистонси.
Колеџ кошарку је играо на универзитету Колорадо. У његову част дрес са бројем 4 који је носио је повучен из употребе.
Изабран је од стране Бостон Селтикса као трећи пик на драфту 1997. године. Играо је још и за Торонто Репторсе, Денвер Нагетсе (у два наврата), Минесота Тимбервулвсе, Детроит Пистонсе (у два наврата), Њујорк Никсе и Лос Анђелес Клиперсе.
Билапс је био најкориснији играч финала плеј-офа 2004. године, у којем су Детроит Пистонси савладали Лос Анђелес Лејкерсе. Добио је надимак „Господин велики шут“ (енгл. "Mr. Big Shot") због своје способности да погоди кош у кључним тренуцима утакмице. Пет пута је играо на ол-стар уткамици и био је члан најбољег НБА тима три пута.
Никси су га се одрекли, искористивши калузулу о амнестији из уговора како би обезбедили места у буџету за центра Тајсона Чендлера.

## Средња школа
Билапс је ишао у средњу школу Џорџ Вашингтон у Денверу. Био је четири пута члан најбољег тима државе, три пута добитник награде Колорадо мистер баскетбол (енгл. Colorado Mr. Basketball) и два пута најбољи играч државе Колорадо, први пут када је био друга, а други пут трећа година средње школе. Био је изабран у најбољи тим Америке, али није одиграо утакмицу због повреде рамена. Та повреда га је пратила током целе каријере.

## Колеџ
Билапс је похађао универзитет Колорадо, али није дипломирао, зато што је драфтован после друге године. Током своје две сезоне на Колораду Билапс је у просеку бележио 18,5 поена. У сезони 1996/97 био је изабран у најбољи тим своје конференције и у најбољи тим целе лиге. Исте године Билапс је предводио свој тим до прве победе на NCAA турниру против Индијане резултатом 80:62.

## НБА каријера

### Почетак каријере
Билапс је изабран као трећи пик на драфту 1997. године од стране Бостон Селтикса. Селтикси су га послали у Торонто Репторсе у замену за Кенија Андерсона половином његове прве сезоне. Билапс је затим играо за Денвер Нагетсе, који су га трејдовали у Орландо Меџиксе. Био је на листи повређених до краја сезоне, па за Орландо никада није одиграо ни један меч (на слици која је сликана поводом завршетка сезоне носио је дрес са бројем 2).
У сезони 2001/02 Билапс је потписао уговор са Минесота Тимбервулвсима како би био замена тадашњем плејмејкеру Терелу Брендону. Билапс је заменио повређеног Брендона и одиграо одличну сезону којом се пробио у НБА.

### Детроит Пистонси
У јуну 2002. године Билапс је као слободан играч прешао у Деторит Пистонсе како би био стартни плеј тог тима. Када је потписао уговор узео је дрес са бројем један пошто је дрес са бројем четири повучен из употребе у част Џоа Думарса. Брзо је зарадио поверење навијача и саиграча својом чврстом одбраном и погођеним шутевим у кључним тренуцим утакмица. Помогао је Детроиту да дође до титуле 2004. године. У финалу Пистонси су савладали Лејкерсе 4:1 у победама. Билапс је просечно бележио 21 поен и 5,2 асистеннције по утакмици, па је проглашен за најкориснијег играча финалне серије.
Следеће сезоне изабран је у други најбољи одбрамбени тим заједно са својим саиграчем Тејшоном Принсом, док је његов саиграч и капитен тима Бен Валас проглашен за најбољег одбрамбеног играча године. Пистонси су стигли до финала, али су изгубили од Сан Антонио Спарса .
У сезони 2006/07 био је капитен тима. Иако су Пистонси иамали најбољи резултат у историји тима у регулраном делу 64-18, нису успели да дођу до финала први пут у последње три године. Билапс је имао најбољи однос асистенција и изгубљених лопти у лиги.
Дана 11. јула 2007. године потписао је четворогодишњи уговор са Пистонсима вредан 46 милиона долара (у уговору је стајало да може продужити сарадњу још годину дана уз годишњу плату од 14 милиона долара).
Током утакмице број три плеј-офа против Орландо Меџика повредио је колено када се бацио за једну лопту. Пропустио је четврту утакмицу, али су Пистонси савладали Орландо резултатом 90:89 и повели са 3:1, након што је Тејшон Принс погодио шут за победу 8,9 секунди пре краја меча.
Током шест година проведених у Детроиту, Билапс је са Пистонсима шест пута имао најбољи однос победа и пораза у конференцији, одиграо је два НБА финала и освојио једну титулу. Играо је три пута на ол-стар утакмици, два пута био је у најбољем тиму НБА лиге и два пута је био изабран у други најбољи одбрамбени тим лиге.

### Повратак у Денвер
Дана 3. новембра 2008. године Билапс је заједно са Антонијом Макдајсом и Чеиком Самбом прешао у Нагетсе у замену за Алена Ајверсона. Изабрао је дрес са бројем 7 у част квотербека Денвер бронкоса Џона Елвеја, пошто су његова два омиљена броја 1 и 4 већ носили Џеј Ар Смит и Кењон Мартин . Прву утакмицу за Денвер у сезони 2008/09 одиграо је 7. новембра 2008. године. Постигао је 15 поена, имао је 4 скока и 3 асистенције за 30 минута проведених у игри у утакмици у којој су Нагетси славили на домаћем терену резултатом 108:105. Завршио је сезону просечно бележећи 17,7 поена и 6,4 асистенције.
Са Билапсом и Кармелом Ентонијем Нагетси су оборили многе рекорде тима. Са скором 54-28 изједначили су рекорд тима по броју победа. Њихов старт са 27 победа и 14 пораза био је најбољи који је тим остварио у првом деллу сезоне у историји куба. Тим је први пут у историји имао више од 50 победа у две узастопне сезоне. Денвер је био први у северозападној дивизији и тако су били други у својој западној конференцији. У првом колу плеј-офа савладали су Њу Орлеанс Хорнетсе у пет утакмица. Билапс је поставио рекорд Нагетса са осам убачених тројки на једној плеј-оф утакмици. На свих пет утакмица колико их је одиграно против Хорнетса погодио је 19 тројки што је уједно и најбољи учинак који је један играч Нагетса остварио у плеј-оф серији. У овој серији просечно је бележио 22,6 поена, 7,4 асистенције и 3,8 убачених шутева за три поена. У својој првој сезони предводио је тим до финала западне конференције, први пут још од 1985. године. То је било његово седмо узастопно финале. Тако се придружио Меџику Џонсону, Мајклу Куперу, Кариму Абдулу Џабару и Курту Рембису који су једини играчи који су ово остварили још од периода када је Бил Расел предводио Бостон Селтиксе педесетих и шездесетих година двадесетог века.
У сезони 2009/10 Билапс је носио дрес са бројем 1, исти број је носио у Детроит Пистонсима, пошто је Џеј Ар Смит који је носио број 1 променио број и узео дрес са бројем 5. У победи Денвера над Њујорком 128:125, 27. новембра 2009. године постигао је 32 поена, док је његов саиграч Кармело Ентони постигао 50 поена. Тако су постали тек трећи дуо у историји НБА лиге који је ово остварио. Дана 5. фебруара 2010. године поставио је лични рекорд са 39 постигнутих поена у победи на гостовању Лос Анђелес Лејкерсима. Од 39 поена, колико их је постигао, 27 поена је убацио шутевима за 3 поена.

### Њујорк Никси
Иако је јавно изразио жељу да каријеру заврши у родном граду Денверу, Билапс је послат у Њујорк Никсе 27. новембра 2011. године, заједно са Кармелом Ентонијем. Он је како су многи новинари написали био „колатерална штета“, зато што је Ентони хтео да игра у Никсима, а Нагетси су хтесли да га трејдују пре него што постане слободан играч. „Било је то нешто најтеже што сам морао да урадим“, рекао је Билапс. „Морао сам да објасним ћерки да је тата трејдован и да ће морати да игра кошарку на другом крају државе. Објаснио сам да то није мој избор и да нисам ништа могао да учиним поводом тога. Једноставно морам да идем“. Била је то тужна сцена.
Повредио је колено на првој утакмици плеј-офа против Бостон Селтикса. Због повреде је пропустио остатак плеј-офа.
Убрзо након елиминације Никса из плеј-офа од стране Бостон Селтикса Билапс је изјавио да би желео да остане у Никсима следеће сезоне. „Желео бих да покушам да урадим нешто са овим момцима“, рекао је Билапс. „Не само да одиграм 30 утакмица након трејда, већ да одиграм целу сезону, да добијем прилику да се добро упознам са овим момцима. Заиста бих то желео“, изјавио је Билапс.

### Ол-стар утакмице
Године 2006. Билапс је као резерва изабран у тим источне конференције, заједно са сиграчима Ричардом Хамилтоном, Рашидом Валасом и Беном Валасом, док је тренер Детроит Пистонса, Флип Сондерс предводио тим са клупе. У тренуцима када је тим заостајао Сондерс је убацио сву четворицу па је тим Истока успео да се врати у утакмицу.
На Ол-стар викенду 2006. године Билапс је наступао на такмичењу у шутирању тројки. Елиминисан је у првој рунди пошто је постигао само 12 поена.
На Ол-стар утакмици 2007. године изабран је за резерву у тиму источне конференције заједно са саиграчем Ричардом Хамилтоном иако је током сезоне пропустио неколико утакмица због повреде. Такође је учествовао у Шутинг старс компетишн (енгл. Shooting Stars Competition), заједно са бившим играчем Пистонса и тренером Детроит шока Билом Леимбиром и кошаркашицом шока Свинталом Кеш. Тим Детроита је победио на такмичењу након што је Билапс погодио последњи шут са пола терена.
Билапс је 2008. године поново изабран као резерва у тиму истока, заједно са саиграчима Ричардом Хамилтоном и Рашидом Валасом. Године 2009. био је једини играч Нагетса који је наступао на ол-стар утакмици.
Изабран је од стране Дејвида Стерна као замена за повређеног играча Њу орлеанс Хорнетса, Криса Пола на ол-стар утакмици 2010. године.

### НБА статистика

#### Регуларна сезона
| Сезона   | Екипа       | ОУ   | СТ  | МИН  | 2П    | 3П    | СБ    | СК  | А   | УЛ  | Б   | П    |
| -------- | ----------- | ---- | --- | ---- | ----- | ----- | ----- | --- | --- | --- | --- | ---- |
| 1997/98  | Бостон      | 51   | 44  | 25,4 | 39%   | 33,9% | 81,7% | 2,2 | 4,3 | 1,5 | 0   | 11,1 |
| 1997/98  | Торонто     | 29   | 26  | 31,7 | 34,9% | 31,6% | 91,9% | 2,7 | 3,3 | 1,0 | 0,1 | 11,3 |
| 1998/99  | Денвер      | 45   | 41  | 33,1 | 38,6% | 36,2% | 91,3% | 2,1 | 3,8 | 1,3 | 0,3 | 13,9 |
| 1999/00  | Денвер      | 13   | 5   | 23,5 | 33,7% | 17,1% | 84,1% | 2,6 | 3   | 0,8 | 0,2 | 8,6  |
| 2000/01  | Минесота    | 77   | 33  | 23,2 | 42,2% | 37,6% | 84,2% | 2,1 | 3,4 | 0,7 | 0,1 | 9,3  |
| 2001/02  | Минесота    | 82   | 54  | 28,7 | 42,3% | 39,4% | 88,5% | 2,8 | 5,5 | 0,8 | 0,2 | 12,5 |
| 2002/03  | Детроит     | 74   | 74  | 31,4 | 42,1% | 39,2% | 87,8% | 3,7 | 3,9 | 0,9 | 0,2 | 16,2 |
| 2003/04† | Детроит     | 78   | 78  | 35,4 | 39,4% | 38,8% | 87,8% | 3,5 | 5,7 | 1,1 | 0,1 | 16,9 |
| 2004/05  | Деторит     | 80   | 80  | 35,8 | 44,2% | 42,6% | 89,8% | 3,4 | 5,8 | 1   | 0,1 | 16,5 |
| 2005/06  | Детроит     | 81   | 81  | 36,1 | 41,8% | 43,3% | 89,4% | 3,1 | 8,6 | 0,9 | 0,1 | 18,5 |
| 2006/07  | Детроит     | 70   | 70  | 36,2 | 42,7% | 34,5% | 88,3% | 3,4 | 7,2 | 1,2 | 0,2 | 17   |
| 2007/08  | Деторит     | 78   | 78  | 32,3 | 44,8% | 40,1% | 91,8% | 2,7 | 6,8 | 1,3 | 0,2 | 17   |
| 2008/09  | Детроит     | 2    | 2   | 35   | 33,3% | 28,6% | 91,8% | 5   | 7,5 | 1,5 | 0,5 | 12,5 |
| 2008/09  | Денвер      | 77   | 77  | 35,3 | 42%   | 41%   | 90%   | 3   | 6,4 | 1,2 | 0,2 | 17,9 |
| 2009/10  | Денвер      | 73   | 73  | 34,1 | 41,8% | 38,6% | 91%   | 3,1 | 5,6 | 1,1 | 0,1 | 19,5 |
| 2010/11  | Денвер      | 51   | 51  | 32,3 | 43,8% | 44,1% | 92,3% | 2,5 | 5,3 | 1   | 0,2 | 16,5 |
| 2010/11  | Њујорк      | 21   | 21  | 31,6 | 40,3% | 32,8% | 90,2% | 3,1 | 5,5 | 0,9 | 0,1 | 17,5 |
| 2011/12  | Лос Анђелес | 20   | 20  | 30,3 | 36,4% | 38,4% | 89,5% | 2,5 | 4   | 0,5 | 0,2 | 15   |
| Каријера |             | 1002 | 908 | 32,2 | 41,6% | 38,9% | 89,4% | 2,9 | 5,5 | 1   | 0,2 | 15,5 |
| Олстар   |             | 5    | 0   | 19   | 45,5% | 32%   | 75%   | 2,2 | 5   | 0,4 | 0   | 10,2 |

#### Плеј-оф
| Сезона | Екипа    | ОУ  | СТ  | МИН  | 2П    | 3П    | СБ    | СК  | А   | УЛ  | Б   | П    |
| ------ | -------- | --- | --- | ---- | ----- | ----- | ----- | --- | --- | --- | --- | ---- |
| 2001.  | Минесота | 3   | 0   | 8,7  | 16,7% | 0%    | 100%  | 1,7 | 0,7 | 0   | 0   | 1,0  |
| 2002.  | Минесота | 3   | 3   | 44,7 | 45,1% | 40%   | 70%   | 5   | 5,7 | 1   | 0,3 | 22   |
| 2003.  | Детроит  | 14  | 14  | 34,6 | 37,4% | 31%   | 93,3% | 3,4 | 4,7 | 0,6 | 0,1 | 18   |
| 2004.† | Детроит  | 23  | 23  | 38,3 | 38,5% | 34,6% | 89%   | 3   | 5,9 | 1,4 | 0,1 | 16,4 |
| 2005.  | Детроит  | 25  | 25  | 39,4 | 42,8% | 34,9% | 89,3% | 4,3 | 6,5 | 1   | 0,2 | 18,7 |
| 2006.  | Детроит  | 18  | 18  | 39,2 | 40,6% | 34%   | 90,5% | 3,4 | 6,5 | 1,2 | 0,1 | 17,9 |
| 2007.  | Детроит  | 16  | 16  | 40,6 | 43,5% | 38,9% | 83,2% | 3,3 | 5,7 | 1,2 | 0,1 | 18,6 |
| 2008.  | Детроит  | 15  | 15  | 32   | 40,1% | 37,5% | 83,2% | 2,9 | 5,5 | 0,8 | 0,1 | 16,1 |
| 2009.  | Денвер   | 16  | 16  | 38,7 | 45,7% | 46,8% | 90,6% | 3,8 | 6,8 | 1,2 | 0,2 | 20,6 |
| 2010.  | Денвер   | 6   | 6   | 34,5 | 44,6% | 35,5% | 88,1% | 2,3 | 6,3 | 1   | 0,5 | 20,6 |
| 2011   | Њујорк   | 1   | 1   | 35   | 27,3% | 33,3% | 100%  | 2   | 4   | 0   | 0   | 10   |
| Career |          | 140 | 137 | 37,2 | 41,3% | 36,7% | 88,1% | 3,4 | 5,9 | 1   | 0,2 | 17,8 |

| † | НБА шампиони |

ОУ = одигране утакмице, СТ = стартер, МИН = минути, 2П = шут за поена, 3П = шут за 3 поена, СБ = слободна бацања, СК = скокови, А = асистенције, УЛ = украдене лопте, Б = блокаде, П = поени
Болдовани бројеви означавају најбољи учинак у каријери

## Репрезентација
Дана 5. марта 2006. године Билапс је изабран да буде део репрезентације САД-а која је требало да Америку врати у врх светске кошарке, након неуспеха на Светском првенству 2002. године и Олимпијским играма 2004. године. Након што је пропустио светско првенство 2006. године због личних разлога, Билапс је 20. августа 2007. године позван у репрезентацију САД која је учествовала на првенству Америке 2007. године, квалификационом турниру за олимпијске игре 2008. године, које су одржане у Пекингу. Заједно са осталим новим играчима у националном тиму, укључујући и Кобија Брајанта помогао је тиму да без пораза освоји турнир у Лас Вегасу и тако обезбеди место на олимпијским играма. Дана 17. јуна 2008. године саопштио је да неће играти на олимпијским играма због породичних разлога и изјавио да ће тим освојити злато и без њега и да ће тако наставити доминацију од прошлог лета. Током турнира тим САД није изгубио ни једну утакмицу, а у финалу победили су репрезентацију Шпаније и тако стигли до прве златне медаље још од олимпијских игара 2000. године. На светском првенству 2010. године у Турској Билапс је био члан тима који је освојио златну медаљу.

## Успеси

### Клупски
- Детроит пистонси:
  - НБА (1): 2003/04.

### Репрезентативни
- Светско првенство:  2010.
- Америчко првенство:  2007.

### Појединачни
- Најкориснији играч НБА финала (1): 2003/04.
- НБА Ол-стар меч (5): 2006, 2007, 2008, 2009, 2010.
- Идеални тим НБА — друга постава (1): 2005/06.
- Идеални тим НБА — трећа постава (2): 2006/07, 2008/09.
- Идеални одбрамбени тим НБА — друга постава (2): 2004/05, 2005/06.
- НБА спортска личност године (1): 2008/09.
- НБА саиграч године (1): 2012/13.